# Берёзовка (Западно-Казахстанская область)
Берёзовка (каз. Берёзовка) — село в Бурлинском районе Западно-Казахстанской области Казахстана. Административный центр Берёзовского сельского округа. Код КАТО — 273639100.

## Население
В 1999 году население села составляло 1396 человек (736 мужчин и 660 женщин). По данным переписи 2009 года в селе проживали 1434 человека (692 мужчины и 742 женщины).